# فعالیت فراطبیعی (مجموعه‌فیلم)
فعالیت فراطبیعی (انگلیسی: Paranormal Activity) یک مجموعه ۷ قسمتی آمریکایی فیلم ترسناک فراطبیعی است که توسط اورن پلی خلق شده‌است.
اولین قسمت از این مجموعه با نام فعالیت فراطبیعی در در ۱۴ اکتبر ۲۰۰۷ به صورت محدود اکران شد و در ۱۶ اکتبر ۲۰۰۹ به اکران سراسری در ایالات متحده آمریکا رسید.
هفتمین قسمت آن تحت نام فعالیت فراطبیعی: نزدیک‌ترین خویشاوند در ۲۹ اکتبر ۲۰۲۱ منتشر شد.

## فیلم‌ها
1. فعالیت فراطبیعی (۲۰۰۷)
2. فعالیت فراطبیعی ۲ (۲۰۱۰)
3. فعالیت فراطبیعی ۳ (۲۰۱۱)
4. فعالیت فراطبیعی ۴ (۲۰۱۲)
5. فعالیت فراطبیعی: نشانه‌گذاری شده‌ها (۲۰۱۴)
6. فعالیت فراطبیعی: ابعاد شبح (۲۰۱۵)
7. فعالیت فراطبیعی: نزدیک‌ترین خویشاوند (۲۰۲۱)